# Данина Могел
Данина Миријам Могел Кошанин (шп. Danina Miriam Moguel Kosanin) мексичко српска је глумица.
Појавила се у Србији у серијама Три мушкарца и тетка (2021) и Бележница професора Мишковића (2021).